# كليمنت ناي سويفت
كليمنت ناي سويفت (بالإنجليزية: Clement Nye Swift)‏ هو رسام أمريكي، ولد في 1846 في أكوشينت في الولايات المتحدة، وتوفي في 29 مارس 1918.